# Elizabeth Holden
Elizabeth „Lizzie“ Holden (* 12. September 1997 in Douglas (Isle of Man)) ist eine britische Radrennfahrerin, die auf der Straße aktiv ist.

## Sportliche Laufbahn
Von 2017 bis 2022 fuhr Holden für verschiedene UCI Women’s Continental Teams, 2019 erreichte sie bei der Thüringen Ladies Tour und beim Giro della Toscana Femminile ihre ersten Top-10-Platzierungen bei internationalen Rennen. 2020 verpasste sie auf der dritten Etappe der Setmana Ciclista Valenciana als Zweite nur knapp ihtren ersten Sieg. In der Saison 2022 machte sie durch ihre Leistungen bei verschiedenen Rundfahrten auf sich aufmerksam, unter anderem als Vierte der Belgium Tour, Siebte der Thüringen Ladies Tour und Neunte der Bloeizone Fryslân Tour.
Nach ihren Ergebnissen erhielt Holden zur Saison 2023 einen Vertrag beim UAE Team ADQ. Bei den nationalem Meisterschaften 2023 wurde sie im Einzelzeitfahren erstmals britische Meisterin. International konnte sie in den ersten beiden Jahren im Team nicht an ihre Erfolge von 2022 anknüpfen.

## Erfolge
2019
- Nachwuchswertung Giro della Toscana Femminile

2023
- Britische Meisterin – Einzelzeitfahren